# 關淑馨
关淑馨（英語：Susan Kwan Shuk-hing，1954年—），出生於澳門，香港高等法院上訴法庭副庭長，港版國安法指定法官。

## 法律和司法生涯
關淑馨女士於1977年獲得香港大學法学学士学位，并于1978年获得法学专业证书。她於 1979 年在香港獲頒大律師資格，並在1999年之前擔任私人執業大律師她於1996年至1999年担任香港大律师公会名誉秘书。
她在1994至1995年間曾兩度出任地方法院暫委法官，1998年8月曾出任高等法院暫委副司法常務官。2001年，她獲委任為高等法院原訴法庭法官。  2002年，她被任命为負責公司和破產名單的法官。 
2009年，關淑馨被提拔為上訴法庭法官。  2019年，她成為第一名被任命為上訴法庭副庭長的女性。  
關淑馨是《香港公司法：破產》和《香港公司法：實踐與程序》的主编。  
2022年10月，關淑馨与首席法官潘兆初、上訴庭法官朱芬齡组成的团队做出了对黎智英不利的裁决，并表示「尽管新闻材料对新闻自由很重要，但对新闻材料的保护并不是绝对的。」 